# Joint Special Operations Command
Le Joint Special Operations Command (JSOC) est un commandement subordonné au United States Special Operations Command (USSOCOM) et est chargé de diriger et de coordonner les unités des forces spéciales des différentes branches de l'armée américaine.

## Historique
Il a été créé le 22 octobre 1980 sur la recommandation du colonel Charles Beckwith, à la suite de l'échec de l'opération Eagle Claw. Il est basé à Fort Bragg, en Caroline du Nord.
Le JSOC a participé à l'opération Urgent Fury (1983), à la réponse au détournement du paquebot Achille Lauro (1985), à l'opération Just Cause (1989), l'opération Desert Storm (1990), l'opération Gothic Serpent (1993), l'opération Uphold Democracy (1994), des opérations dans les Balkans (1996-2002), l'opération Enduring Freedom (depuis 2001) et l'opération Iraqi Freedom (depuis 2003).

## Culture populaire
- Le JSOC est présent dans le jeu vidéo Crysis Warhead, où il donne les ordres et objectif de missions tout au long du jeu.
- Dans le jeu vidéo Call of Duty: Black Ops II, Section et son équipe appartiennent à l'unité anti-terroriste du JSOC, qui est dirigé par l'Amiral Briggs.
- Dans le jeu vidéo Call of Duty: Ghosts, l'unité des Ghosts dépend directement du JSOC.
- Le JSOC apparaît dans le roman L'ultime trésor[3] écrit en 2017 par Joël Pagé
- Le JSOC apparaît lors d'une brève apparition dans 2 épisodes de NCIS alors que Jethro est envoyé en mission pour le JSOC lors de la saison 10 .